# Чаборз М-3
Чаборз М-3 — лёгкий высокопроходимый вооружённый тактический автовездеход (багги) — разработан по заказу Российского университета спецназа в Чеченской Республике компанией «Зенит-Дефенс». Чаборз М-3 предназначен для эксплуатации в условиях горной или степной местности, а также в пустынях.

## История
Первые образцы малого багги «Чаборз М-3» успешно прошли испытания на базе Российского Университета Спецназа в г. Гудермес, после чего серийный выпуск в трёхместной версии начат в феврале 2017 года на базе завода Чеченавто.
В августе 2017 года в рамках международного военно-технического форума «Армия 2017» многоцелевые авто-вездеходы Чаборз М-3 и Чаборз М-6 были представлены на стенде Чеченской республики. Министр обороны РФ Сергей Шойгу в ходе визита дал высокую оценку возможностям применения боевых багги в Вооружённых Силах РФ.
Главные качества машины — это лёгкость конструкции, высокая проходимость и многофункциональность. Багги Чаборз М-3 предназначен для перевозки личного состава и грузов в труднопроходимых районах и бездорожью на большой скорости и с высокой плавностью хода. На машине предусмотрены кронштейны для крепления 7,62-мм пулемёта и гранатомётов АГС-17 или АГС-30. За счёт упрощения конструкции и фактического отказа от кузова в пользу внешней трубчатой рамы и ходовой конструкции, багги имеют минимальные весовые и габаритные характеристики. Это позволяет достигать максимальной весовой отдачи, так как отсутствует паразитная нагрузка от кузова, дверей и других элементов конструкции.
В то же время, очень низкое давление на почву даёт выгоду при преодолении препятствий, при движении по труднопроходимой местности, такой как степь, лес, пустыня, болота или развалины.
Помимо боевой версии багги в нескольких вариантах планируется также выпускать и спортивно-туристические модели (четырёхместные «Чаборз» М-4). В спортивно-туристическом варианте остаётся возможность быстро перемещаться по бездорожью, при этом сохраняя высокую плавность хода и надежность.
В октябре 2017 года в Северной Осетии прошли уникальные военные учения «Бой в городе», в ходе которых был учтён новейший опыт операции в Сирии. Впервые в подобных учениях отрабатывалось тесное взаимодействие артиллерии, авиации и высокомобильных мотострелковых групп, оснащённых боевыми багги Чаборз М-3.
В апреле 2018 года Сотрудники спецподразделений Росгвардии вместе с инструкторами РУС провели масштабные учения по тактико-специальной подготовке в условиях Крайнего Севера -  на Архипелаге Земля Франца-Иосифа. В ходе учений была испытана арктическая версия багги «Чаборз М-3», производимая РУС.

## Технические характеристики
| ТТХ и базовая комплектация:      | ТТХ и базовая комплектация:                                                 |
| -------------------------------- | --------------------------------------------------------------------------- |
| Экипаж:                          | 2-3 человека                                                                |
| Грузоподъёмность:                | 350-400 кг                                                                  |
| Максимальная скорость:           | свыше 167 км/ч                                                              |
| Эксплуатационные характеристики: |                                                                             |
| Температура эксплуатации:        | от -25 °С до +50 °С                                                         |
| Рельеф:                          | степи, пустыни, горная местность, леса, овраги, заболоченные участки, броды |
| Углы въезда и съезда:            | >60 градусов                                                                |
| Угол опрокидывания:              | >45 градусов                                                                |
| Размеры и вес:                   |                                                                             |
| Габаритные размеры (д×ш×в)       | 3100 мм × 1900 мм × 1460 мм                                                 |
| Дорожный просвет                 | 350 мм                                                                      |
| Развесовка (перёд/зад), %:       | 40/60                                                                       |
| Масса сухая:                     | 820 кг                                                                      |
| Масса полная:                    | 1270 кг                                                                     |
| Рама:                            |                                                                             |
| Конструкция:                     | цельносварная со встроенным каркасом                                        |
| Материал:                        | труба стальная, бесшовная, диаметр 40 мм                                    |
| Двигатель:                       |                                                                             |
| Модель:                          | ВАЗ-21126, бензиновый, 1600 см³, 4 цилиндра, 16 кл.                         |
| Мощность                         | 98 л. с.                                                                    |
| Крутящий момент                  | 145 Нм при 4000 об./мин.                                                    |
| Трансмиссия:                     |                                                                             |
| Тип:                             | механическая                                                                |
| Привод:                          | задний, автоматическая блокировка дифференциала                             |
| Коробка переключения передач:    | 5-ти ступенчатая, сближенные передаточные числа                             |
| Передняя подвеска:               | независимая на поперечных рычагах, газовые амортизаторы                     |
| Ход передней подвески:           | 450 мм                                                                      |
| Задняя подвеска:                 | независимая на продольных рычагах, газовые амортизаторы                     |
| Ход задней подвески:             | 450 мм                                                                      |
| Рулевое управление:              |                                                                             |
| Тип:                             | реечное 3,1 оборота                                                         |
| Усилитель руля:                  | электрический                                                               |
| Тормозная система:               |                                                                             |
| Тип:                             | гидравлическая с усилителем                                                 |
| Тормоза:                         | дисковые                                                                    |
| Покрышки:                        | грязевые, передние 27×9–14, задние 27×11–14                                 |
| Колёсные диски:                  | легкосплавные                                                               |
| Запасное колесо:                 | 27×9–14                                                                     |